# Trou noir de Reissner-Nordström
Pour les articles homonymes, voir Trou noir (homonymie) et Reissner.
Pour un article plus général, voir Trou noir.
En astrophysique, un trou noir de Reissner-Nordström est un trou noir qui possède une charge électrique non nulle et pas de moment angulaire (c.-à-d. un trou noir chargé, mais sans rotation). La répulsion électromagnétique d'une masse chargée, lors de la compression durant la formation du trou noir, étant très largement supérieure à l'attraction gravitationnelle (par environ 40 ordres de grandeur), il n'aurait pu se former que très peu de ces trous noirs dans l'Univers.

## Historique
Le trou noir de Reissner-Nordström est ainsi désigné en l'honneur de Hans Reissner (1874-1967) et Gunnar Nordström (1881-1923) qui ont découvert indépendamment la métrique qui le décrit,, : le premier dès 1916, ; le second en 1918. La métrique de Reissner-Nordström a également été découverte indépendamment par Hermann Weyl (1885-1955) en 1917. Il s'agit d'une solution de l'équation d'Einstein pour le cas d'une masse ponctuelle chargée électriquement et sans rotation dans un espace vide. Reissner, Weyl et Nordström l'ont obtenue peu de temps après que Karl Schwarzschild 1873-1916) a trouvé la métrique qui porte son nom et qui décrit les solutions pour une masse ponctuelle sans rotation et sans charge électrique.

## Description
La métrique de Reissner-Nordström généralise celle de Schwarzschild et s'écrit :
{\displaystyle \mathrm {d} s^{2}=c^{2}\left(1-{\frac {R_{\mathrm {S} }}{r}}+{\frac {R_{\mathrm {Q} }^{2}}{r^{2}}}\right)\mathrm {d} t^{2}-\left(1-{\frac {R_{\mathrm {S} }}{r}}+{\frac {R_{\mathrm {Q} }^{2}}{r^{2}}}\right)^{-1}\mathrm {d} r^{2}-r^{2}\mathrm {d} \Omega ^{2},}
où :
- t, r, θ, ϕ sont les coordonnées, avec t ∈ (−∞, +∞), r ∈ (0, +∞), θ ∈ [0, π] et ϕ ∈ [0, 2π)[3] ;
- M et Q sont respectivement la masse et la charge électrique de l'objet ;
- c et G sont respectivement la vitesse de la lumière dans le vide et la constante de Newton ;
- RS est le rayon de Schwarzschild, défini par RS = 2GM / c2 ;
- RQ est un rayon, défini par R2
Q = GQ2 / 4πε0c4, où ε0 est la permittivité diélectrique du vide ;
- dΩ est l'angle solide élémentaire, relié aux angles des coordonnées sphériques par dΩ2 = dθ2 + sin2θ dϕ2.

En utilisant les unités géométriques, c'est-à-dire que la vitesse de la lumière, la constante gravitationnelle et la constante de Coulomb sont égales à 1 ({\displaystyle c=G=1/4\pi \epsilon _{0}=1}), la métrique s'écrit :
{\displaystyle \mathrm {d} s^{2}=-\left(1-{\frac {2M}{r}}+{\frac {Q^{2}}{r^{2}}}\right)\mathrm {d} t^{2}+\left(1-{\frac {2M}{r}}+{\frac {Q^{2}}{r^{2}}}\right)^{-1}\mathrm {d} r^{2}+r^{2}\mathrm {d} \Omega ^{2}}.
Le potentiel électromagnétique s'écrit dans ce contexte :
{\displaystyle A_{a}=\left({\frac {Q}{r}},0,0,0\right)}.
Tandis que les trous noirs chargés avec {\displaystyle |Q|<M} (et surtout avec {\displaystyle |Q|\ll M}) sont similaires aux trous noirs de Schwarzschild, les trous noirs de Reissner-Nordström ont deux horizons (r±) : le plus externe (r+) est l'horizon des événements ; le plus interne (r−), un horizon de Cauchy. Comme pour les autres trous noirs, l'horizon des événements dans l'espace-temps peut être localisé en résolvant l'équation de la métrique : {\displaystyle g_{00}=0}. Les solutions montrent que l'horizon des événements est situé à :
{\displaystyle r_{\pm }=M\pm {\sqrt {M^{2}-Q^{2}}}}
La solution dégénère en une singularité lorsque {\displaystyle |Q|=M}.
On pense que les trous noirs avec {\displaystyle |Q|>M} n'existent pas dans la nature, puisqu'ils contiendraient une singularité nue. Leur existence serait en contradiction avec le principe de censure cosmique du physicien britannique Roger Penrose, qui est généralement considéré comme vrai.

## Trou noir et supersymétrie
Dans le cadre d'une théorie supersymétrique, comme la théorie des cordes ou même seulement la supergravité, la charge et la masse d'un trou noir sont reliées par l'inégalité de Bogomol'nyi-Prasad-Sommerfield, qui est une conséquence de l'invariance de la théorie sous l'algèbre de superPoincaré (en). Cette inégalité stipule précisément que
{\displaystyle M\geq |Q|}
ce qui garantit l'absence de singularités nues dans le cas. Le cas d'égalité correspond à une solution de type trou noir qui préserve la supersymétrie, on parle alors de trou noir critique. La supersymétrie, bien que représentant un élément majeur d'investigation en physique théorique pour une construction d'une physique au-delà du modèle standard n'a cependant pas été observée expérimentalement à ce jour (2018) bien que son existence soit l'un des principaux enjeux des expériences qui seront réalisées dans un futur prochain au LHC. Mais en attendant, la question de l'existence réelle de trous noirs supersymétriques peut donc être encore considérée comme complètement ouverte.

## Généralisation
Si les hypothétiques monopoles magnétiques sont inclus dans la théorie, une généralisation de la métrique ci-dessus s'obtient en incluant une « charge magnétique » {\displaystyle P} et en remplaçant {\displaystyle Q^{2}} par {\displaystyle Q^{2}+P^{2}} et en incluant un terme {\displaystyle P\cos \theta \mathrm {d} \phi } dans l'expression du potentiel électromagnétique.